# Leela James
Alechia Janeice Campbell (Los Ángeles, 2 de junio de 1983) conocida artísticamente como Leela James  es una cantante estadounidense de neo soul.
Desde pequeña se inspiró en el soul de los años 70 principalmente. Su primera incursión musical fue en 2002, trabajando en el álbum de Norman Brown. En 2004 comenzó a crear su álbum debut junto a figuras del R&B como Kanye West, Raphael Saadiq, James Poyser, Chucky Thompson y Wyclef Jean. 
En 2005 se editó A Change Is Gonna Come, título tomado del tema de 1964 de Sam Cooke, y que contiene una versión de esta misma canción. El primer sencillo, que salió meses antes que el disco, fue "Good time", al cual le siguió "Music", que consiguió colocarse en el top 10 de la mayoría de las listas de ventas estadounidenses. 
En 2009, la estadounidense volvió a realizar versiones para el álbum Let's Do It Again, del que también es productora. En 2010 lanzaría My soul, logrando que su primer sencillo, "Tell Me You Love Me", entrara en el Billboard Hot 100 (nº 72).
Tres años después, Leela James regresó con Loving You More: In the Spirit of Etta James (2012), un tributo a una de sus mayores influencias. Más tarde, en 2014, lanzó Fall for You, álbum que llegó al puesto 69 en el Billboard 200 e incluyó el dueto "Say That" junto a Anthony Hamilton. Su siguiente trabajo, Did It for Love (2017), alcanzó el número 72 en el Billboard 200.
En 2021, presentó su séptimo álbum, See Me, donde se encuentra el tema "Complicated", que llegó al número 1 en el Billboard Adult R&B Airplay.
En 2023 lanzó el álbum Thought U Knew y el primer sencillo, "Right Back In It", alcanzó el puesto número 5 en la lista Billboard Adult R&B.El tercer sencillo del álbum "Whatcha Done Now" también llegó al puesto 5 de la lista en agosto de 2024.
Leela James cita a figuras como James Brown, Roberta Flack, Toni Braxton, Marvin Gaye, Donny Hathaway, Gladys Knight, Mavis Staples y Etta James como influencias.

## Discografía
| Año  | Título                                         | Discográfica          |
| ---- | ---------------------------------------------- | --------------------- |
| 2005 | A Change Is Gonna Come                         | Warner Bros           |
| 2009 | Let's Do It Again                              | Shanachie             |
| 2010 | My soul                                        | Stax                  |
| 2012 | Loving You More... In the Spirit of Etta James | Shanachie             |
| 2014 | Fall for You                                   | Shesangz, BMG         |
| 2017 | Did It for Love                                | Shesangz, BMG         |
| 2021 | See Me                                         | BMG Rights Management |
| 2023 | Thought U Knew                                 | Shesangz, BMG         |